# Brindsjön (Äppelbo socken, Dalarna)
Brindsjön är en sjö i Vansbro kommun i Dalarna och ingår i Dalälvens huvudavrinningsområde. Sjön har en area på 0,455 kvadratkilometer och ligger 273,1 meter över havet.

## Delavrinningsområde
Brindsjön ingår i det delavrinningsområde (671698-139614) som SMHI kallar för Mynnar i Noret. Medelhöjden är 290 meter över havet och ytan är 5,25 kvadratkilometer. Räknas de 2 avrinningsområdena uppströms in blir den ackumulerade arean 15,51 kvadratkilometer. Vattendraget som avvattnar avrinningsområdet har biflödesordning 4, vilket innebär att vattnet flödar genom totalt 4 vattendrag innan det når havet efter 351 kilometer. Avrinningsområdet består mestadels av skog (70 procent) och sankmarker (11 procent). Avrinningsområdet har 0,45 kvadratkilometer vattenytor vilket ger det en sjöprocent på 8,6 procent.